# Pomor
Pomor (tiếng Nga: поморы, phát âm gần giống như pa-mo-rư) là một từ trong tiếng Nga để chỉ những người dân Nga định cư ven bờ Bạch Hải. Vào đầu thế kỷ 12, những người thám hiểm từ Novgorod đã đến Bạch Hải bằng đường qua cửa sông Bắc Dvina và lập ra những khu định cư của người Nga dọc theo bờ biển. Họ cũng là những người đã đi xa xuyên qua khu vực Ural ở bắc Siberia và lập ra thành phố Mangazeya. Các pomor đã duy trì hành trình thương mại phía bắc giữa Arkhangelsk và Siberia. Thành phố chính của họ là Kholmogory, đây cũng là quê hương của một số pomor nổi tiếng nhất như Mikhail Lomonosov và Semyon Dezhnev.
Sau khi Liên Xô tan rã đã diễn ra sự tranh luận về việc những pomor này có được thừa nhận là dân bản xứ và có nên đưa vào danh sách các dân tộc bản địa của Nga hay không.
Theo điều tra dân số năm 2002 hiện nay có khoảng 6.000 pomor ở Nga.